# Dogania subplana
La tartaruga dal guscio molle della Malesia (Dogania sublana Geoffroy Saint-Hilaire, 1809), unica specie del genere Dogania Gray, 1844, è una tartaruga d'acqua dolce della famiglia dei Trionichidi.

## Descrizione
Il carapace (lungo fino a 26 cm), ovale e molto appiattito, è di colore variabile dal nero al verde oliva o al marrone scuro, con una striscia nera mediale e due o tre coppie di ocelli neri bordati di giallo. Questo disegno, però, sbiadisce con l'età. Sul carapace sono presenti anche alcune file longitudinali di piccoli tubercoli. Il piastrone è biancastro, color crema o grigio. La testa può essere marrone, verde oliva, nera o grigia, con alcune strisce nere. Nei giovani sono presenti due macchie rossastre dietro agli occhi, che scompaiono negli adulti. La pelle del mento, del collo e delle zampe è nerastra e ricoperta da alcune piccole macchie gialle. I maschi hanno code più lunghe delle femmine.

## Distribuzione e habitat
L'areale della tartaruga dal guscio molle della Malesia si estende dalle regioni meridionali di Birmania e Thailandia, attraverso la Malaysia, fino alle isole di Sumatra, Giava e Borneo; alcuni studiosi ritengono che questa specie viva anche in alcune isole delle Filippine, ma altri mettono in dubbio questa ipotesi.
Questo trionichide vive nelle limpide acque dei torrenti di montagna dal fondale roccioso. Grazie al carapace flessibile e appiattito, spesso trova rifugio sotto le rocce del letto dei corsi d'acqua. A giudicare dalle località da cui provengono vari esemplari museali, le tartarughe provenienti da Indonesia e Malesia vivono anche nei torrenti di pianura.

## Biologia
Rudloff riporta che una femmina allevata in cattività ha deposto, nel periodo tra gennaio e giugno, tre o quattro covate composte da 3-7 uova rotonde di 22-31 mm. Esse si sono schiuse dopo circa 72 giorni (incubate a 28 °C). I piccoli sono molto variopinti e presentano una serie di ocelli sul carapace.